# Тарасівка (Шевченківська сільська громада)
Тара́сівка — село в Україні, у Шевченківській сільській громаді Звенигородського району Черкаської області, центр сільської ради. Населення — 1985 чоловік (на 1 січня 2008 року).

## Географія
Село Тарасівка розташоване за 12 км на північний схід від районного центру — міста Звенигородка та за 24 км від залізничної станції Багачеве.
У селі бере початок річка Безіменна, права притока Шполки.

## Історія
На території сучасної Тарасівки люди жили давно. Край села й донині височать скіфські кургани. А за 5 кілометрів від нього — рукотворна Звенигора, яку насипали й тарасівчани. Повз село проходив відомий Чорний шлях. Крім землеробства, поселенці ще й наглядали за шляхом, бо восени та навесні вода заливала балки. Рубали ліщину, в'язали фашини (тараси) і мостили ними дорогу в баговинні. Звідси й походить назва села Тарасівка.
У першій половині січня 1654 року для приведення до присяги володарю царю та великому князю Олексію Михайловичу брацлавського полку, серед інших ґородів і у ґороді Тарасівка, був посланий князь Федір Барятинський.
У ґороді Тарасівка присягу склали: 1 сотник, 1 сотенний отаман, 2 сотенних осавула, 365 козаків, 46 міщан.
У XVII—XVIII століттях Тарасівка була у складі Корсунського полку.
У 1768 році, під час Коліївщини, тарасівчани приєдналися до повстанського загону Семена Неживого, який ішов на Лисянку.
Після приєднання Правобережної України до Російської імперії Тарасівка потрапила у власність до генерал-губернатора В. В. Енгельгардта. Село мало 2 743 десятини орної землі. Проживало тут 938 кріпаків.
Після скасування кріпацтва Тарасівку засіли магнати Браницькі.
У 1900 році в селі мешкало 4 044 жителі, до церковнопарафіяльної школи ходило 32 учні.
У роки Української революції в селі організовано курінь Вільного козацтва, жителі Тарасівки підтримали Звенигородсько-Таращанське повстання. Близько 600 тарасівців та 400 сміливців із сусідніх сіл під керівництвом А. Пшеничного вступили в бій з німецькими військами і загинули навесні 1918 року.
Село постраждало внаслідок геноциду українського народу, проведеного окупаційним урядом СССР 1923—1933 та 1946–1947 роках.
У 1922 році частина села згуртувалася в ТСОЗ, в 1931 році утворилося два колгоспи. Голодомор 1932—1933 років «скосив» у селі 656 душ.
За радянщини в Тарасівці зруйнували дві церкви: Покровську — напередодні війни та Казанську — в 1967 році.
437 мешканців села брали участь у боях радянсько-німецької війни, 236 з них загинули, 424 нагороджені орденами й медалями. Воїнам-односельцям, що загинули, встановлено пам'ятник та обеліск Слави.
У 1951 році врожайність сільськогосподарських культур досягла показників довоєнного рівня. У 1957 році село електрифіковано. Коштом колгоспу «Дніпро» в 1967 році побудовано двоповерхову школу на 560 учнів. Колгосп мав 3,3 тисяч га сільськогосподарських угідь, в тому числі 2,7 тисячі га орної землі. Господарство спеціалізувалось на вирощуванні пшениці і цукрових буряків, було розвинуте тваринництво. Допоміжними галузями були рибництво і бджільництво, працювала пилорама.
Також на той час працювали будинок культури, три бібліотеки з фондом 22,8 тисяч книг, два фельдшерсько-акушерських пункти, будинок побутового обслуговування.

## Сучасність
У 2007 році село газифіковане. Відновлено церкву Казанської Ікони Божої Матері.
На території села діє СТОВ Корсунь «АгроРось». Основним напрямом виробництва господарств є вирощування зернових культур.

## Населення

### Мова
Розподіл населення за рідною мовою за даними перепису 2001 року:
| Мова       | Кількість | Відсоток |
| ---------- | --------- | -------- |
| українська | 1095      | 97.25%   |
| російська  | 28        | 2.49%    |
| білоруська | 2         | 0.18%    |
| вірменська | 1         | 0.08%    |
| Усього     | 1126      | 100%     |

## Символіка

### Герб села
Двічі пересічений щит, обрамлений жовтою (золотою) смугою. Голова — блакитного кольору, символізує мирне небо. Кінцева частина — синього кольору. Це Скарбовий ставок — гордість села. Пояс має жовтий (золотий) колір. Символізує золоті ниви села. В полі щита в голові зображено сонце («найясніше з усіх сонць»). Символізує тісний зв'язок з видатним земляком, композитором та диригентом Олександром Кошицем. В кінцевій частині щита схрещені козацька шабля та стріла часів Київської Русі, освячують ратні подвиги тарасівчан.

### Прапор села
Полотнище зі співвідношенням сторін 2/3, поділене на три горизонтальні смуги однакової висоти. Блакитна (вгорі) — символізує мирне небо. Зелена (посередині) — символізує численні гаї та сади села Тарасівки. Жовта (внизу) — символізує золоті ниви села.

## Видатні люди
У Тарасівці провів дитячі та юнацькі роки Кошиць Олександр Антонович — український диригент, композитор і етнограф. У 2000 році в селі споруджено, а 2010 році оновлено на сучасний вид пам'ятний знак на честь О. Кошиця. У 2005 році в загальноосвітній школі відкрито музей видатного земляка. В експозиції музею — портрети О. Кошиця, роботи його правнука Юрія Кошиця і самодіяльного художника Леоніда Бондаря, фотоматеріали з Вінніпезького архіву, книги О. Кошиця «Спогади» та «З піснею через світ» та картини художника А. Савченка «Тарасівка часів О. Кошиця».
У селі народився Василь Ларіонович Пазич (1925—1997) — народний артист України, співак Національної опери, викладач теорії співу в Київському інституті імені Драгоманова.
Вихідцями села є:
- Красюк Іван Прокопович — генерал-лейтенант міліції, начальник Державного науково-дослідного експертно-криміналістичного центру Міністерства внутрішніх справ України, випускник Тарасівської середньої школи;
- Мудрагель Василь Данилович — майор-авіатор, удостоєний 14 урядових нагород;
- Невмитий Володимир Ілліч — журналіст, письменник;
- Невмитий Микола Лукич — кандидат економічних наук, доцент кафедри теоретичної та прикладної економіки Київського національного університету імені Тараса Шевченка.

У селі жив Невмитий Ілля Іванович — учасник бойових дій у радянсько-німецькій війні, вчитель, заступник голови колгоспу «Дніпро», директор Тарасівської середньої школи, голова сільської ради ветеранів війни і праці, краєзнавець.